# Eußenheim
Eußenheim település Németországban, azon belül Bajorországban. Lakosainak száma 3098 fő (2023. december 31.). Eußenheim Gössenheim, Karsbach, Hammelburg, Arnstein és Karlstadt községekkel határos.

## Népesség
A település népessége az elmúlt években az alábbi módon változott:
| Lakosok száma | 1116 | 3191 | 3185 | 3189 | 3182 | 3171 | 3097 | 3110 | 3104 | 3098 |
|               | 1975 | 1987 | 2012 | 2013 | 2014 | 2016 | 2017 | 2019 | 2022 | 2023 |